# صیدنظری علیا
صیدنظری علیا، روستایی از توابع بخش آسمان آباد شهرستان چرداول در استان ایلام ایران است.
صیدنظری علیا، از سال ۱۴۰۲ به عنوان مرکز دهستان آسمان آباد می باشد

## جمعیت
این روستا در دهستان آسمان آباد قرار دارد و براساس سرشماری مرکز آمار ایران در سال ۱۳۹۵، جمعیت آن ۶۳۸ نفر (۱۶۹ خانوار) بوده‌است.